# デヴィッド・ウッド

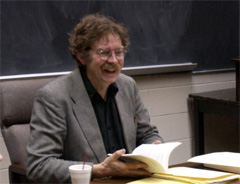

デヴィット・ウッド (David Wood, 1946年 - )は、アメリカ合衆国の哲学者、ランドアーティスト。ヴァンダービルト大学の哲学教授、ジョー.B.ワイアット大学教授。ウッドはヨーロッパとアメリカ合衆国で30年以上、哲学教授を勤め、16冊の著作がある。宗教文化研究センター(Centre for the Study of Religion and Culture)において、生態学とスピリチュアリズムの研究プログラムをベス・コンクリンと共同監督している。

## 背景
ウッドはイギリスのオクスフォードで生まれた。マンチェスター大学でウルフ・メイズから現象学の指導を受け、卒業後はオックスフォードのニュー大学で教鞭をとり(1968–1971)、ジャック・デリダと頻繁な交流をもった。このとき、現在はオックスフォード・グループとして知られている、ピーター・シンガーら動物の権利論者の影響を受け、ベジタリアンになっている。

## 著作一覧

### 著書
- Time after Time (2007).
- The Step Back: Ethics and Politics after Deconstruction (2005).
- Thinking after Heidegger (2002).
- Philosophy at the Limit (1990).
- The Deconstruction of Time (1988; 2nd edn. 2001).

### 編著
- Truth (2005). with José Medina.
- On Derrida, Heidegger and Spirit (1993).
- Derrida: A Critical Reader (1992).
- On Paul Ricoeur: Narrative and Interpretation (1992).
- Writing the Future (1990).
- Philosophers' Poets (1990).
- The Provocation of Levinas (1988). With Robert Bernasconi.
- Exceedingly Nietzsche: Essays in Contemporary Nietzsche Interpretation (1988). With David Farrell Krell.
- Derrida and Differance (1985). With Robert Bernasconi.
- Time and Metaphysics (1982). With Robert Bernasconi.
- Heidegger and Language (1981).

## 参考
- List of deconstructionists

### インタビュー
- http://www.vanderbilt.edu/AnS/philosophy/faculty/wood_interview.html Thinking Against the Grain (with Darren Hutchinson)
- http://www.vanderbilt.edu/AnS/philosophy/faculty/wood_interview2.html Food for the Imagination (with William McClure)
- http://www.vanderbilt.edu/AnS/philosophy/faculty/wood_interview3.html Contretemps Interview (with John Dalton)